# Litold Znojemský
Litold Znojemský († 15. březen 1112, též Litolt, v originále Lutold) byl druhý syn Konráda I. Brněnského a Virpirky z Tenglingu, moravský kníže (dux Moraviae) znojemského údělu (1092–1099 a 1101–1112) z dynastie Přemyslovců. S manželkou Idou Babenberskou († 24. dubna neznámého roku) měl syna Konráda II.
Zřejmě po smrti Konráda Brněnského v roce 1092 došlo k rozdělení údělu. Starší bratr Oldřich získal Brněnsko, Litold Znojemsko. Roku 1099 Litold uprchl společně s bratrem Oldřichem do ciziny před Břetislavem II., jehož zájmy ohledně nástupnictví Bořivoje II. Oldřich jako nejstarší Přemyslovec ohrožoval.
Bořivoj, budoucí kníže, mezitím spravoval Moravu. Litold se snažil najít spojence v Rakousku, odkud pocházela jeho manželka, a z hradu Rakous podnikal útoky na jižní Moravu. Bořivoj ale nakonec Rakous dobyl a Litold musel znovu uprchnout.
V roce 1101 vpadl Litoldův bratr do Čech, k bitvě u Malína s novým knížetem Bořivojem ale nedošlo, čeští velmoži Oldřicha nepodpořili. Vojsko Litolda a Oldřicha složené z německých spojenců se rozprchlo. Bratři se ovšem mohli vrátit do svých údělů. Na zisk pražského knížecího stolce nejspíš rezignovali a snad proti Bořivojovi II. podporovali olomouckého údělníka Svatopluka.
Po Litoldově smrti v roce 1112 připadlo Znojemsko Oldřichovi, který ale bratra přežil jen o rok. Společně s bratrem založili roku 1101 benediktinský klášter v Třebíči, kterému věnovali okolní obce a vsi. Založení kláštera včetně výčtu darovaných vsí zmiňuje dodatek v Kosmově kronice zvaný Třebíčský apendix a dopsaný neznámým autorem. Tento dokument je nejstarším důkazem středověkého osídlení oblasti a zmiňuje i vsi dnes již zaniklé. V Třebíči jsou oba sourozenci pravděpodobně pohřbeni.
Jeho jméno nese Litoltova ulice v třebíčské části Horka-Domky.